# Friedrich August Stichweh
Friedrich August Stichweh (* 7. April 1818 in Hameln; † 20. April 1886 in Hannover) war ein deutscher Färber und Begründer des Chemischen Reinigungs-Unternehmens für Kleidungsstücke F. A. Stichweh.

## Leben
Friedrich August Stichweh wurde in den ersten Jahren des Königreichs Hannover als Sohn eines in Hameln tätigen Weißgerbermeisters geboren. Seine Schwester Johanne (1871) heiratete den Graveur und Kupferstecher Johann Heinrich Daniel Schuchhardt. In Hameln erlernte Stichweh das Färberhandwerk und ging anschließend 17 Jahre lang auf Wanderschaft durch die Länder des späteren Deutschlands sowie durch Frankreich und die Schweiz sowie in Städte wie beispielsweise München oder Wien.
In der Frühzeit der Industriellen Revolution kam Stichweh 1853 in die seinerzeitige Residenzstadt Hannover, um dort seine Meisterprüfung abzulegen. Doch das hannoversche Schwarz- und Schönfärberamt ließ ihn die Prüfung nicht bestehen, woraufhin Stichweh nach Braunschweig fuhr, um sich dort noch einmal prüfen zu lassen. In Folge der noch nicht eingeführten Gewerbefreiheit musste er sich jedoch zunächst verpflichten, in Braunschweig keinen eigenen Betrieb zu eröffnen – und bestand dann die Meisterprüfung „mit Auszeichnung“. Mit solch einem Zeugnis sah sich die hannoversche Innung schließlich gezwungen, Stichweh als Mitglied aufzunehmen: „Das Meisterbuch der löblichen Schwarz- und Schönfärber der Kurfürstlichen Residenzstadt Hannover und des Fürstentums Calenberg beurkundet[e] dem Färberstückmeister Friedrich August Stichweh, daß er am 24. März 1853 die vorschriftsmäßigen Meisterstücksprobearbeiten vorgelegt habe.“
Noch im selben Jahr 1853 ließ sich Stichweh in Hannover nieder und eröffnete seine erste „Färberei, Druckerei und franz. Waschanstalt“, zunächst in der Knochenhauerstraße 30 und mit einem Ladengeschäft in der Leinstraße. 1860 verlegte er seinen Betrieb an die Andertensche Wiese, wo er bald „eins der größten Unternehmen seines Handwerks“ führte. In den 1860er Jahren führte er zudem die seinerzeit aufkommende „chemische trockene Reinigung“ mittels fettlösender Flüssigkeiten in Hannover ein.
1866 erwarb Stichweh das Haus Marktstraße 10, in dem sich bis in die Zeit der Luftangriffe auf Hannover während des Zweiten Weltkrieges im Jahr 1943 die erste Filiale des Unternehmens befand.
Friedrich August Stichweh erlag in der Gründerzeit des Deutschen Kaiserreichs am 20. April 1886 einer schweren Krankheit. Fünf Jahre nach seinem Tod verlegte sein ältester Sohn Friedrich Stichweh den Betrieb nach Limmer.